# Fotelja
Fotelja (francuski: Fauteuil) je vrsta komforne stolice najčešće izrađene od drveta. Njeno sjedište i naslon obloženi su mekim materijalom. Može imati naslone za ruke.